# パク・ソンフン (俳優)
パク・ソンフン（朝: 박성훈, 英: Park Sung-hoon、1985年2月18日 - ）は、韓国の俳優である。BHエンターテインメント所属。
数々のドラマに出演しており、
涙の女王、ザ・クローリー、イカゲームなどに出演している

## 出演

### テレビドラマ
- 僕らのイケメン青果店（2011年、Channel A）
- 太陽を抱く月（2012年、MBC）
- ビッグ 〜愛は奇跡〜（2012年、KBS2）チュンシクの友人1 役
- 黒の旋律（英語版）（2013年、MBC）ユ・ドクファ 役
- スリーデイズ（英語版）（2014年、SBS）イ・ドンソン 役
- 六龍が飛ぶ（2015年、SBS）ギル・ユ 役
- 嫉妬の化身〜恋の嵐は接近中〜（2016年、SBS）チャ秘書 役
- 操作～隠された真実（英語版）（2017年、SBS）ナ・ソンシク 役
- KBSドラマスペシャル（英語版）『A Bad Family』（2017年、KBS2）担任教師 役
- 黒騎士～永遠の約束～（英語版）（2017年、KBS2）パク・ゴン 役
- マッド・ドッグ（2017年、KBS2）コ・ジンチョル 役
- 黒騎士～永遠の約束～（英語版）（2018年、MBN）チャ・ドジン 役[2]
- リッチマン（2018年、Dramax）チャ・ドジン役
- Review Notebook of My Embarrassing Days（英語版）（2018年、KBS）ナ・ピルソン 役[3]
- たった一人の私の味方（2018年、KBS2）チャン・ゴレ 役[4]
- ジャスティス－復讐という名の正義－（英語版）（2019年、KBS2）タク・スホ 役[5]
- サイコパスダイアリー（英語版）（2019年-2020年、tvN）ソ・イヌ　役[6]
- 恋の始まりは出馬から!?（英語版）（2020年、KBS2）ソ・ゴンミョン 役
- 朝鮮駆魔師（2021年、SBS）ヤンニョン皇太子 役
- ザ・グローリー 〜輝かしき復讐〜（2022年、Netflix） - チョン・ジェジュン役[7]
- 誘拐の日（2023年、ENA） - パク・サンユン刑事役
- 涙の女王（2024年、tvN） - ユン・ウンソン役
- イカゲーム シーズン2、3（2024-2025、Netflix）- ヒョンジュ役

### 映画
- 霜花店 運命、その愛（2008年）
- チョン・ウチ 時空道士（2009年）
- コンジアム（2018年）
- 上流階級（英語版）（2018年）ジェイソン 役
- 世宗大王 星を追う者たち（英語版）（2019年）文宗 役

### バラエティ
- ハッピートゥギャザー（英語版）シーズン4（2019年3月7日、KBS 2）
- 一食ください（英語版）（2019年5月8日、JTBC）
- 水曜美食会（英語版）（2019年6月4日、[[JTBC|O'live（英語版）]]）
- Running Man（2021年3月14日、SBS）

### ラジオ
- 歌謡広場（2019年3月14日、KBS第2FM）

### CM
- マクドナルド（2011年）
- 霧島天然水のむシリカ（2023年）

### 舞台
- 밍크고래는 소화불량이다（2011年）
- 屋根部屋のネコ（2011年）イ・ギョンミン 役
- ヒストリーボーイズ（英語版）（2013年）ロックウッド 役
- 模範生たち（2013年）ミンヨン 役
- Almost, Maine（英語版）（2013年）チャッド 役
- 誘導少年（2014年）ミンウク 役
- 두결한장（2014年）ミンス 役
- メロドラマ（2014年）ジェヒョン 役
- 誘導少年（2015年）ミンウク 役
- 模範生たち（2015年）ミョンジュン 役
- The Pride（英語版）（2015年）オリバー 役
- 笑の大学（2015年）椿一 役
- Almost, Maine（英語版）（2016年）ペット/ジミー/フィル 役
- The Pride（英語版）（2017年）オリバー 役

### その他
- マロニエ夏祭り（2014年）ガイド
- ミュージカルトークコンサート『Who Am I』（2015年）
- 第9回バリアフリー映画祭（2019年）広報大使

## 受賞歴
| 年     | 授賞式               | カテゴリー         | 作品                                       | 結果       | 脚注  |
| ------ | -------------------- | ------------------ | ------------------------------------------ | ---------- | ----- |
| 2015年 | 大韓民国文化演芸大賞 | ドラマ部門男新人賞 | 六龍が飛ぶ                                 | 受賞       | [ 8 ] |
| 2019年 | 百想芸術大賞         | 新人演技賞         | たった一人の私の味方                       | ノミネート |       |
| 2018年 | KBS演技大賞          | 新人賞             | たった一人の私の味方、黒騎士～永遠の約束～ | 受賞       | [ 9 ] |
| 2018年 | KBS演技大賞          | 最優秀演技賞       | Review Notebook of My Embarrassing Days    | ノミネート |       |
| 2020年 | KBS演技大賞          | 優秀演技賞         | Memorials                                  | 受賞       |       |
| 2020年 | KBS演技大賞          | ベストカップル賞   | パク・ソンフン（Memorials）                | 受賞       |       |